# Vesperus serranoi
Vesperus serranoi är en skalbaggsart som beskrevs av Zuzarte 1985. Vesperus serranoi ingår i släktet Vesperus och familjen långhorningar.
Artens utbredningsområde är Portugal. Inga underarter finns listade i Catalogue of Life.